# سیرانو (فیلم)
سیرانو (به انگلیسی: Cyrano) یک فیلم درام رمانتیک موزیکال محصول ۲۰۲۱ به کارگردانی جو رایت و با فیلمنامه‌ای از اریکا اشمیت است که بر پایهٔ موزیکال صحنه‌ای اشمیت به همین نام از ۲۰۱۸، خود بر اساس نمایش‌نامهٔ سیرانو دو برژراک از ۱۸۹۷ اثر ادموند روستان ساخته شده‌است. در این فیلم پیتر دینکلیج، هیلی بنت، کلوین هریسون جونیور و بن مندلسون به ایفای نقش پرداخته‌اند.
سیرانو اولین نمایش جهانی خود را در چهل و هشتمین جشنواره فیلم تلیوراید در ۲ سپتامبر ۲۰۲۱ داشت، یک هفته نمایش در لس آنجلس در ۱۷ دسامبر ۲۰۲۱ داشت و برای اکران گسترده در ایالات متحده و بریتانیا در ۲۵ فوریه ۲۰۲۲ بود. این فیلم یک بمب گیشه بود و با بودجه ۳۰ میلیون دلاری ۶٫۴ میلیون دلار فروخت. با این حال، عموماً نقدهای مثبتی دریافت کرد و منتقدان از اجراها و موسیقی متن دینکلیج و بنت تمجید کردند. این فیلم نامزد جوایز متعددی از جمله جایزهٔ گلدن گلوب برای بهترین فیلم موزیکال یا کمدی و بهترین بازیگر مرد فیلم موزیکال یا کمدی (دینکلیج) در هفتاد و نهمین مراسم گلدن گلوب، چهار نامزدی در هفتاد و پنجمین دوره جوایز فیلم آکادمی بریتانیا و یک جایزهٔ اسکار برای بهترین طراحی لباس در نود و چهارمین دوره جوایز اسکار شد.

## بازیگران
- پیتر دینکلیج در نقش سیرانو دو برژرک
- هیلی بنت در نقش روکسان
- کلوین هریسون جونیور در نقش کریستین دو نوویلت
- بن مندلسون در نقش دی گویچه
- بشیر صلاح الدین در نقش لو برت[۴]
- مونیکا دولان در نقش ماری، خدمتکار روکسان
- جاشوا جیمز در نقش والورت
- آنجانا واسان در نقش خواهر کلر
- روث شین در نقش مادر مارث
- گلن هنسارد، سام آمیدون و اسکات فولان در نقش سه نفر از گاردها ظاهر می‌شوند که به ترتیب به عنوان گارد شماره ۱، گارد شماره ۲ و گارد شماره ۳ شناخته می‌شوند.
- مارک بنتون در نقش مونتفلوری
- ریچارد مک‌کیب در نقش کشیش
- پیتر وایت در نقش راگنو
- تیم مک‌مولان در نقش جودلت
- مارک بگنال در نقش غریبه
- مایک شپرد در نقش مارکیز
- پل بیدیس در نقش دروازه‌بان
- کیتی اوون در نقش دزد